# Internet Explorer 10
Internet Explorer 10 （ウィンドウズ インターネット エクスプローラー テン）はマイクロソフトが提供している Internet Explorer のバージョンの一つである。

## 概要
Internet Explorer 10は Windows 8 とその ARM 版である Windows RT、および Windows Server 2012 に同梱された。Windows 8 の Modern UI 対応版と、従来のデスクトップ版の両方が提供される。
従来のデスクトップ版については、Windows 7/Windows Server 2008 R2 にも対応している。2012年11月14日に Release Preview が、2013年2月26日に正式版が Windows 7 / Windows Server 2008 R2 向けに提供された。
2016年1月12日を以って、Windows 7およびWindows 8向けのサポートが終了した。ただし、Windows Server 2012向けのサポートはこれまで通り（延長サポートが終了するまで）継続される予定だった。その後、Windows Server 2012およびWindows Embedded 8 StandardにInternet Explorer 11を公開することが発表され、Internet Explorer 10のサポートは2020年1月14日に終了すると変更された。。

## 新機能
- input 要素内の「×」を押して入力文字列の消去
- password 型の input 要素内で目のアイコンをクリックしている間の入力文字列表示
- スクロールバーのデザインと HTML ユーザー インターフェイスの外観変更
- タブの改良
- ネットワークにつながれていないときのエラー画面の変更

### 標準提供版のみの機能
Windows 8 と Windows RT のみ Adobe Flash Player が予め含まれており、Windows Update を介して更新が行われる。
Windows UI 版の Internet Explorer はアドオンが動作しないが、Flash Player のみ動作する。

### 追加提供版の制限
標準提供版のみの機能が提供されない他に、Windows 7 と Windows Server 2008 R2 用の Internet Explorer 10 では、タッチ入力に関する DOM イベント、DOM プロパティ、CSS プロパティをサポートしていないものがある。

### 廃止された機能
HTML5やCSS3による標準化が進んでいることもあり、IE10ではそれらに置き換え可能なIE独自機能への対応を一部打ち切っている。
- 条件付きコメント[6]
- Vector Markup Language[7]
- DXフィルター[8]
- HTML コンポーネント (HTC)
- XML Data Islands

なお、これらの機能のうち一部は、互換モードで動作させる場合には従来通りに動作する。

## 経緯

### Platform Preview 1
Platform Preview 1 は太平洋標準時2011年4月12日から開催されたマイクロソフトのカンファレンス「MIX11」で発表された。
Platform Preview に合わせてマイクロソフトが公開しているウェブ標準テスト項目に、新しく 502 項目追加し、合計 6401 項目のテストケースが公開された。
JavaScript は Internet Explorer 9 では対応されなかった ECMAScript 5 の仕様の一つである ECMAScript 5 Strict Mode に対応した。

CSS は
- CSS3 Flexbox (Flexible Box Layout)
- CSS3 Grid Alignment (CSS Grid Alignment Level 3)
- CSS3 Multi-column Layout (CSS Multi-column Layout Module)
- CSS3 Gradients (CSS Image Values and Replaced Content Module Level 3)

に新しく対応した。
Platform Preview 1 の対応プラットフォームは Windows 7 に対応する。Windows Vista では使えないと Microsoft が明言している。 開発中の Internet Explorer 10 のデモでは Platform Preview 1 に含まれていない CSS3 3D Transforms (CSS 3D Transforms Module Level 3) と CSS3 Transitions (CSS Transitions Module Level 3) のデモが行われた。スティーブン・シノフスキーによってデモ マシンの一部は ARM アーキテクチャのマシンであることが明らかにされ、同日 NVIDIA によって開発中の次期 Windows を搭載した Tegra 2 マシンであったことが明らかにされた。Platform Preview は 8 週間から 12 週間間隔で公開される計画と発表された。

### Platform Preview 2
Platform Preview 2 は太平洋標準時2011年6月29日に公開された。
合わせてウェブ標準テスト項目に、新しく 270 項目追加し、合計 6668 個のテストケースが公開された。
以下の新しい規格に新規・部分・追加の対応が行われた。
- CSS3 Positioned Floats
- Channel Messaging (HTML5 Web Messaging)
- Media Query Listeners
- script 要素の async 属性
- HTML5 Forms
- HTML5 Drag and Drop
- HTML5 File Reader API
- HTML5 Sandbox
- HTML5 Web Workers
- Web Performance API
  - requestAnimationFrame
  - Page Visibility API
  - setImmediate

Web Workers、Channel Messaging、Async Script といった新しい技術により、バッテリー寿命と HTML5 アプリケーションのパフォーマンスも改善した。さらに、HTML5 Sandbox と iframe isolation のサポートにより、ウェブ アプリケーションのセキュリティも改善した。

### Developer Preview (Platform Preview 3)
Developer Preview は太平洋時間2011年9月13日に開催されたマイクロソフトの BUILD Conference で公開された Windows Developer Preview に含まれる。ウェブ標準テスト項目に、新しく 312 項目が追加し、合計 6980 個のテストケースが公開された。
Developer Preview では従来と同様のデスクトップ版と Metro スタイル版の 2 種類が提供されている。Metro スタイル版の Internet Explorer はタッチ操作メインのブラウジング向けにデザインを行い、HTML5 に純化したプラグイン フリーの設計になっている。プラグインによるユーザー体験は Metro スタイルのブラウジングと HTML5 ベースのウェブにはそぐわないためと述べられている。プラグイン フリーにより、バッテリー寿命・セキュリティ・信頼性・プライバシーの面で利用者にメリットがあり、ウェブ側でプラグインを必要としない HTML5 の採用が増えている点が述べられている。デスクトップ版は従来通り ActiveX コントロールが提供される。
PP3 では以下の新しい規格に新規・部分・追加の対応が行われた。
- HTML5 Application Cache
- progress 要素
- input 要素の range 型
- HTML5 History
- スペルチェック
- CSS3 3D Transforms
- CSS3 Animations
- Panning and Zooming
- CSS3 Transitions
- text-shadow (CSS3 Text)
- WebSocket
- Indexed Database API
- SVG フィルター エフェクト

### Platform Preview 4
Platform Preview 4 は太平洋標準時2011年11月29日に公開された。Platform Preview 4 は Platform Preview 2 までと同様にスタンドアロン型のもので、Windows Developer Preview 用のみ公開された。
ウェブ標準テスト項目に、新しく 118 項目が追加し、合計 7092 個のテストケースが公開された。
PP4 では以下の新しい規格に新規・部分・追加の対応が行われた。
- Cross Origin Resource Sharing (CORS)
- File API Writer
- JavaScript Typed Arrays
- CSS ユーザー セレクト プロパティ
- HTML5 Video text captioning
- Quirks mode を Internet Explorer 以外の他のブラウザーと互換性があるように変更

### Consumer Preview (Platform Preview 5)
Consumer Preview (Platform Preview 5) は太平洋標準時2012年2月29日に公開された Windows 8 Consumer Preview に含まれる。Developer Preview (Platform Preview 3) と同様に Metro 版とデスクトップ版がある。Platform Preview 5 ではパフォーマンスの改善を含む小規模な改善が行われた。ウェブ標準テスト項目に、新しく 456 項目が追加し、合計 7548 個のテストケースが公開された。

### Release Preview (Platform Preview 6)
Release Preview は太平洋標準時2012年5月31日に公開された Windows 8 Release Preview に含まれる。Adobe Flash Player 11.3 を統合し、Metro 版でも機能限定ながら Flash が利用可能になった。Do Not Track (DNT) を既定で有効化した他に、アプリ切り替えボタンの削除、検索結果 UI の変更、新機能の Flip Ahead ボタンを搭載している。ウェブ標準テスト項目に、新しく 75 項目が追加し、合計 7573 個のテストケースが公開された。

### Windows 7 / Windows Server 2008 R2 向けの Release Preview
Windows 7 および Windows Server 2008 R2 向け IE10 のプレビューバージョンは日本時間2012年11月14日に公開された。

### Windows 7 / Windows Server 2008 R2 向けの正式版
Windows 7 および Windows Server 2008 R2 向けの正式版は日本時間2013年2月26日に公開された。
Windows 7に導入すると、環境によっては一部のアプリケーションが正常に動作しなくなることがあり、最悪のケースではブルースクリーンが表示される。AMD社製ビデオカードを搭載するパソコンで発生する可能性が高いとみられる。